# Szelti
Szelti (oroszul: Селты) falu Oroszországban, Udmurtföldön, a Szelti járás székhelye.	
Lakossága: 5276 fő (a 2010. évi népszámláláskor).

## Fekvése
Udmurtföld nyugati részén, Izsevszktől 138 km-re északnyugatra, a Kilmez felső folyásának völgyében, a Palvajka mellékfolyó partján fekszik. A legközelebbi vasútállomás a 42 km-re fekvő Uva. A köztársaság fővárosával Uva és Nilva településeken át haladó közút köti össze.

## Története
Egy 1610-ből származó összeírásban említik először, bár levéltári adatok szerint a 16. század végén jelentek meg az első lakók. Neve feltehetően Szjolta (Сьолта) udmurt fejedelem nevéből ered. A település a régi szibériai útvonal (Szibirszkij trakt) Kazany–Perm közötti szakaszán helyezkedett el. Első kőtemploma 1871-ben épült, az első iskolát (három osztállyal) 1877-ben nyitották meg. 1929 óta járási székhely.

## Népessége
- 1959-ben 3 357 lakosa volt.
- 1970-ben 3 465 lakosa volt.
- 1979-ben 4 710 lakosa volt.
- 1989-ben 5 383 lakosa volt.
- 2002-ben 5 585 lakosa volt, melynek 51,9%-a orosz, 45,7%-a udmurt, 0,7%-a tatár.
- 2010-ben 5 276 lakosa volt.